# Beyond the shrouded horizon
Beyond the shrouded horizon is een studioalbum van Steve Hackett. Het is het eerste album dat Hackett uitgaf nadat hij trouwde met vrouw Jo (4 juni 2012). Hackett kondigde het aan als een muzikale reis. Enkele nummers lagen al klaar, met name die met Chris Squire. De samenwerking met Squire zou uitmonden in Squackett. Er werd een gewone en een luxe uitgave uitgegeven, de luxe bevatte een tweede cd met tracks die veelal eerder alleen op Japanse versies van Hacketts albums verschenen.

## Musici

### Cd1
- Nick Beggs – basgitaar, chapman stick, ukelele (1, 6)
- Dick Driver – contrabas (4, 7, 10, 13)
- John Hackett – dwarsfluit (9), zang (7)
- Steve Hackett – gitaar, zang, mondharmonica (1-13)
- Roger King– toetsinstrumenten, programmeerwerk (1-13)
- Amanda Lehmann - zang (1, 6, 8), gitaar (5, 6)
- Gary O'Toole – slagwerk (1, 2, 5, 8, 9), zangs (1, 6,)
- Simon Phillips - slagwerk (12, 13)
- Chris Squire - basgitaar (10, 12, 13)
- Richard Stewart – cello (4, 7, 9, 10)
- Christine Townsend – viool, altviool (4, 7, 9, 10)
- Rob Townsend – saxofoon, fluitje, basklarinet (1, 4, 5, 6, 8)

### Cd2
- Dick Driver - contrabas (5)
- Benedict Fenner – toetsinstrumenten, programmeerwerk (3)
- Steve Hackett - gitaar, zang (1-4, 6-9)
- Roger King – toetsinstrumenten, programmeerwerk (1, 2, 6-9)
- Amanda Lehmann - zang (7)
- Gary O'Toole - slagwerk, zang (7)
- Simon Phillips - slagwerk (1)
- Chris Squire - basgitaar (1, 7)
- Richard Stewart - cello (5)
- Christine Townsend - viool, altviool (5)

## Muziek
| Nr. | Titel                                                                | Duur  |
| --- | -------------------------------------------------------------------- | ----- |
| 1.  | Loch Lomond (Steve Hackett/Roger King/Jo Hackett)                    | 6:50  |
| 2.  | The Phoenix flown (S Hackett/King/Jo Hackett)                        | 2:08  |
| 3.  | Wanderlust (S Hackett/King/Jo Hackett)                               | 0:44  |
| 4.  | Til these eyes (S Hackett/King/Jo Hackett)                           | 2:41  |
| 5.  | Prairie angel ((S Hackett/King/Jo Hackett/Howe/Mover))               | 2:59  |
| 6.  | A place called freedom (S Hackett/King/Jo Hackett)                   | 5:57  |
| 7.  | Between the sunset and the coconut palms (S Hackett/King/Jo Hackett) | 3:18  |
| 8.  | Waking to life (S Hackett/King/Jo Hackett)                           | 4:50  |
| 9.  | Two faces of Cairo (S Hackett/King/Jo Hackett)                       | 5:13  |
| 10. | Looking for fantasy (S Hackett/King/Jo Hackett)                      | 4:33  |
| 11. | Summer’s breath (S Hackett/King/Jo Hackett)                          | 1:12  |
| 12. | Catwalk (S Hackett/King/Jo Hackett)                                  | 5:44  |
| 13. | Turn this island Earth (S Hackett/King/Jo Hackett/Howe/Mover)        | 11:51 |

| Nr. | Titel                                       | Duur |
| --- | ------------------------------------------- | ---- |
| 1.  | Four Winds: North (S Hackett/King)          | 1:35 |
| 2.  | Four Winds: South (S Hackett/King)          | 2:06 |
| 3.  | Four Winds: East (S Hackett/Fenner)         | 3:34 |
| 4.  | Four Winds: West (S Hackett/King)           | 3:04 |
| 5.  | Pieds en l'air (Peter Warlock)              | 2:26 |
| 6.  | She said maybe (S Hackett/King)             | 4:21 |
| 7.  | Enter the night (S Hackett/King/Jo Hackett) | 4:00 |
| 8.  | Eruption: Tommy (Thijs van Leer)            | 3:37 |
| 9.  | Reconditioned nightmare (S Hackett)         | 4:06 |

## Toelichting
Hackett lichtte het album toe in IO Pages. Het is deels opgenomen in zijn eigen huiskamer. Hij was nog verwikkeld in enkele rechtszaken en mocht in eerste instantie zijn eigen geluidsstudio niet in. Loch Lomond en The Phoenix flown waren oorspronkelijk één nummer, maar hij was niet tevreden met het slot van de combinatie. Voor The Phoenix flown haalde Hackett deels inspiratie bij Aleksandr Borodin. Prairie angel is deels geïnspireerd op Jack Kerouacss On the Road, A place op de open ruimtes in de VS. Ook deze twee tracks ontstonden uit één nummer. Between the sunset is gerelateerd aan werk van Peter Sellers. Two faces of Caïro is geschreven met de Sfinx van Gizeh in het achterhoofd en voor de ogen. Two faces refereert aan de rijke toeristische gebieden en de armoede binnen de stad. Catwalk is een bluesnummer. Turn this island Earth is een sciencefictionverhaal. 